# دانیله لوکتی
دانیله لوکتی (ایتالیایی: Daniele Luchetti؛ زادهٔ ۲۵ ژوئیهٔ ۱۹۶۰) یک کارگردان، هنرپیشه و فیلم‌نامه‌نویس اهل ایتالیا است.
از فیلم‌ها یا برنامه‌های تلویزیونی که وی در آن نقش داشته است می‌توان به آوریل اشاره کرد. لوکتی در سال ۲۰۱۱ برنده جایزه دیوید دی دوناتلو بهترین کارگردان شده است.